# Zyginidia omani
Zyginidia omani är en insektsart som beskrevs av Dlabola 1974. Zyginidia omani ingår i släktet Zyginidia och familjen dvärgstritar. Inga underarter finns listade i Catalogue of Life.